# Agrale
Agrale es un fabricante de vehículos comerciales, militares, y anteriormente de motocicletas y motonetas, así como también produce vehículos de transporte comercial, motores diésel y además de tractores, tractocamiones y otros equipos para la industria agrícola. Su sede principal se encuentra en la ciudad de Caxias do Sul, en el estado de Rio Grande do Sul. Fundada en 1962, la actual gama de productos de la marca consta de vehículos de uso militar tales como el Marrua SUV además de pick-up's y toda clase de camiones. Los tractores, que son su producto fundador, incluyen tanto modelos de desarrollo propio como modelos producidos bajo licencia extranjera (obtenidas de la firma checa Zetor) y otros de sus diseños provienen de desarrollos autóctonos, en especial el de camiones de bajo tonelaje.

## Historia
El nombre anterior de la compañía era el de AGRISA, iniciando primero la producción bajo licencia de la alemana Bungartz de tractores bajo la marca comercial AGRISA-Bungartz. Posteriores alianzas incluyeron la de las firmas Deutz-Fahr, donde se produjo por tiempo limitado una serie de camiones y tractores bajo la marca Agrale-Deutz, y posteriormente los tractores se harían bajo la licencia del productor checo de maquinaria agrícola Zetor. La marca AGRALE es hoy día parte del conglomerado del magnate brasileño Francisco Stedile, el cual incluye empresas tales como la Lavrale, Fazenda Três Rios, Germani Foods y a la Yanmar-Agritech Tractors. Agrale produjo cerca de 5000 buses en 2004.

## Productos
La gama tradicional de productos de la Agrale es la producción de tractores pequeños con potencias desde los 14,7 caballos (11 kW), principalmente diseñados para laborar las tierras de viticultivos de la región de Rio Grande do Sul, cercanas a la sede principal de la compañía. Hoy día los tractores se han equipado con motores que les otorgan desde su capacidad antes descrita, y pasando por los 140 caballos (104 kW) además ofrece una línea de camiones, motorizados con bloques de la MWM; con capacidad de carga hasta las 9,2 toneladas, aparte de sistemas de motores diésel estáticos, generadores diésel y chasis carrozables para autobuses y microbuses, un segmento en el que la compañía hace hoy por hoy un fuerte énfasis de comercialización y ventas.

### Motores diésel
Por medio de su subsidiaria Lintec, también localizada en Caxias do Sul, Agrale manufactura motores y sistemas acoplados para la producción agrícola y otros sistemas para motores y/o generación de electricidad (bombas, arados y generadores), de una amplia gama de potencia. A su vez vende y produce con sus motores productos bajo licencia de las firmas Ruggerini y Lombardini, al lado de los tradicionales de la marca Agrale (790M, M795W, entre otros), equipados con sistemas de refrigeración por agua o aire, y de la marca Lintec (LD 1500, LD 2500, entre otros) enfriados por agua.

## Facilidades de producción

### En Brasil
- Sede administrativa - Bloque donde reside la unidad ensambladora de tractores y motores y productora de componentes,[3]
- Unidad de componentes automotores - Planta de producción de motores, carrocerías, y otros componentes para el montaje de vehículos y tractores,[3]
- Unidad ensambladora de vehículos - Montaje final de los productos de transporte y carga.[3]

Además, la planta de Lintec funge en la producción de los componentes de fibra y chapistería, además de algunos de los componentes motores de los tractores y camiones, en especial los motores, todos ellos de propia manufactura y/o bajo licencia de la MWM, Caterpillar Inc. o de la Cummins Intl..

### Ensamblaje de International Harvester
Agrale ensambla a su vez, en asocio con la estadounidense International; una marca adquirida por el Grupo NC2, camiones pesados y de gama comercial ligera. Actualmente ensambla camiones de capacidad ligera y pesada de carga y transporte, y además; la International produce en sociedad con la Agrale desde 1998 camiones, siendo la primera unidad ensamblada un camión de la serie International 4700.

### Planta en Argentina
Agrale Argentina S.A tiene su planta automotríz en la ciudad de Mercedes, Provincia de Buenos Aires Argentina. Su principal objetivo es la producción y ensamble de chasis de autobuses para diversas líneas de transporte Nacional y Provincial. A su vez,  ensambla y comercia diversas versiones de camiones solo cabina y chasis linea leve, en este campo su mayor referente es el Camiones Agrale Línea A8700 y A87004X4, con una tolerancia de peso máximo entre 7500 y 10000 kg. En su catálogo de productos AGRALE posee una amplia línea de implementos agrícolas y tractores desde 75HP y hasta 215HP. En ocasiones, ha proveído al Ejército Argentino con vehículos militares de su fabricación como el modelo Agrale Marruá puestos para transporte de tropas, ambulancia, reconocimiento y armamento pesado. Presentes en las versiones ½ ton., ¾ ton., 1,5 ton. y 2,5 ton.
La Planta Industrial de Agrale Argentina está ubicada en Ruta 5 km 89.500 de Mercedes - Prov. de Buenos Aires - Argentina, cuenta con un área total: 200.000 m² y una superficie operativa de 10.288 m².
.

## Productos actuales

### Tractores

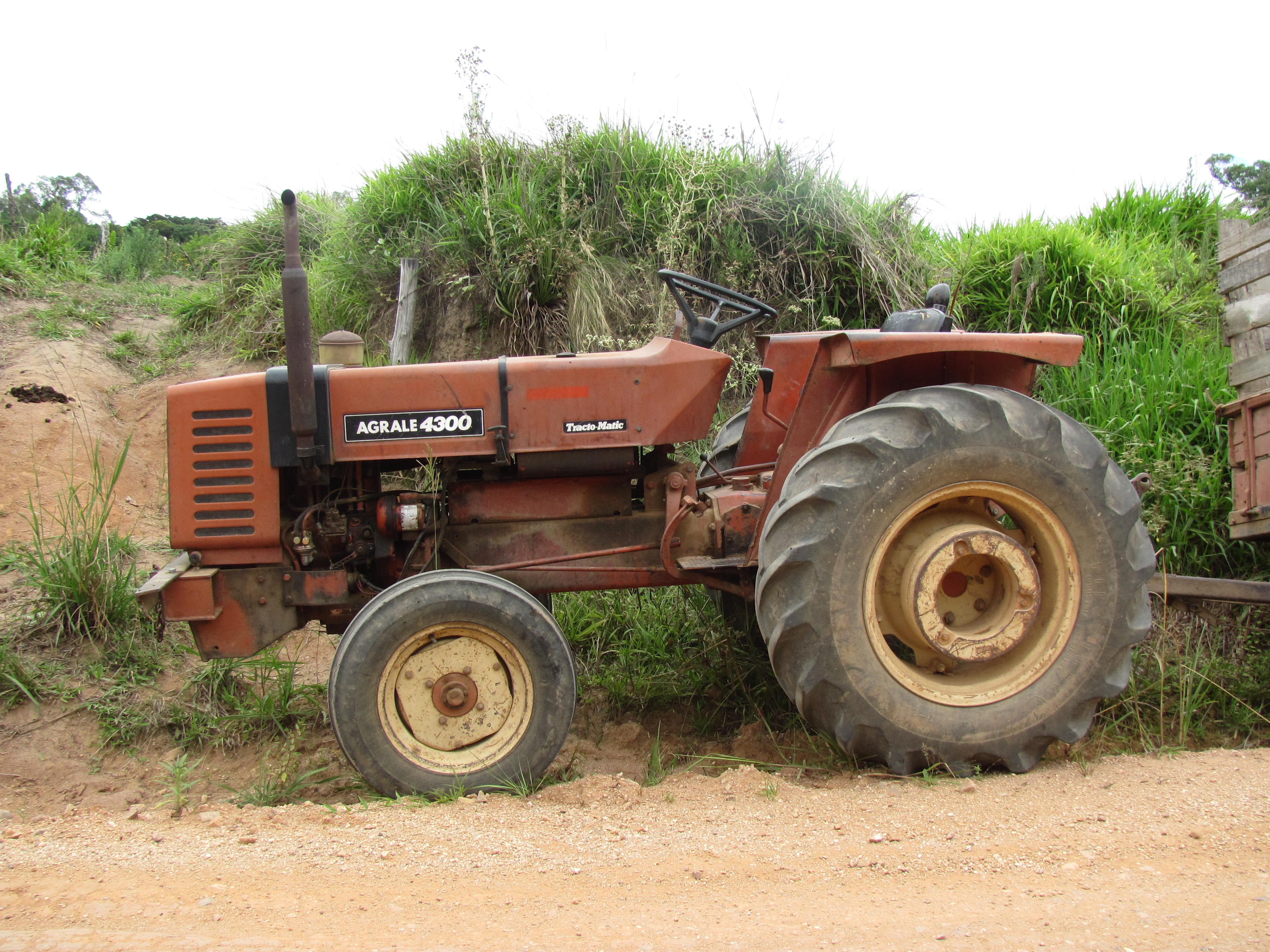
Tractor Agrale serie 4300.

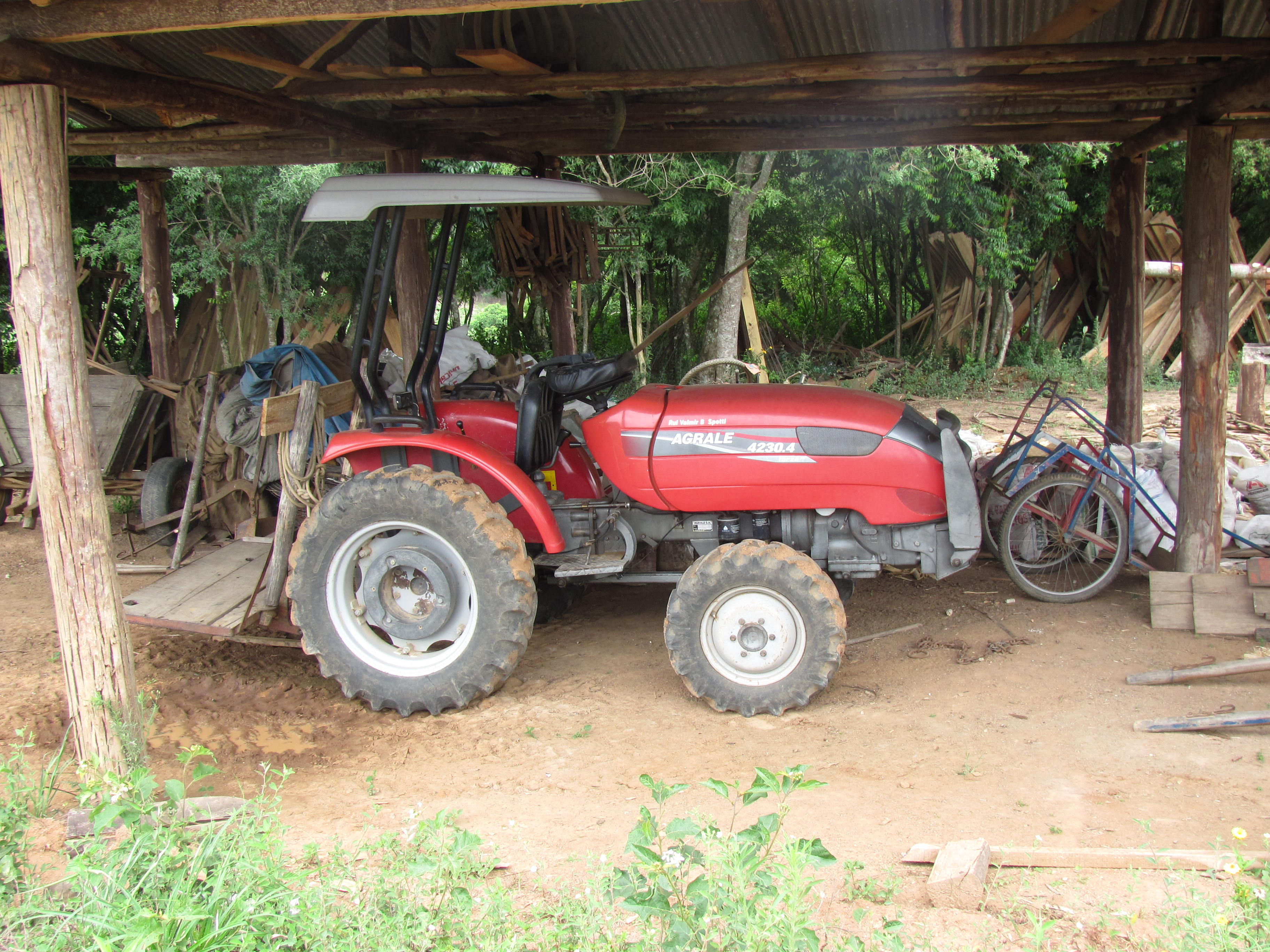
Tractor del modelo 4230.4 de la Agrale.

- Serie 400 - Fue la primera línea de tractores fabricados bajo la marca Agrale, e incluye a los modelos 415, 416 y 420. El modelo 420 de la serie 4100 le dio a la factoría la reputación para seguir con las demás gamas de tractores, siendo producidos hasta la actualidad, con los obvios cambios en el exterior principalmente, todos de carácter estético.

- Serie 4000 - La serie 4000 se compone de los modelos 4100, 4200 y 4300. Actualmente, la serie de tractores 4100 se mantiene en producción junto a los modelos 4118, 4230, 4240 y en versiones que incorporan tracciones de tipo 4×2, 4×4; además de aparatos de uso netamente industrial: La serie posterior incorpora opciones como la de motores alimentados por Gas natural. Además una parte de la línea de tractores se fabrican como tractores de carga, derivados del modelo 4230.4 (la versión de tracción 4x4 del modelo 4230).

- Serie 5000

- Serie 6000 - Consta de los siguientes tres modelos que cuentan con tracción 4x4:
  - BX6110 - Equipado con un bloque de tipo diésel de la firma MWM TD229 EC4, turbocargado, de 77 kilovatios (103 HP) de 4 cilindros.
  - BX6150 - Equipado con un bloque de la MWM TD229 EC6 turbocargado, de 103 kilovatios (138 HP) de 6 cilindros.
  - BX6180 - Equipado con un bloque de la MWM TD229 EC6 turbocargado, de 126 kilovatios (169 HP) de 6 cilindros.

- Serie 7000 - Consta del modelo 7215 con motor MWM TBD229 EC6 turbocargado, de 215 kilovatios (288 HP) de 6 cilindros.

- Serie BX - producidos en la década de los 90, ubicados entre las series actuales 5000 y 6000.

### Camiones
La primera serie de camiones fue la de los modelos TX-1100, TX-1200 y TX-1600 todos ellos equipados con motores de diseño alemán de la MWM de la serie MWM229.3 de tres cilindros, o de la referencia Agrale M-790 de dos cilindros, ambos producidos localmente y/o bajo licencia en el caso del primer motor.
Aparte, como suele verse solo en Brasil, dichos camiones contaban incluso con versiones impulsadas por motores flexi-fuel, los que podían funcionar si era el caso con una mezcla gasolina/alcohol, montando para ello un bloque de cuatro cilindros, derivado del bloque GM Opal.
Agrale actualmente produce camiones con capacidades de carga de entre 6000 kilogramos (13 228 lb) hasta 20 000 kilogramos (44 092 lb), y actualmente el camión de mayor capacidad de sus líneas de modelos es el CA13000 6x2. Las carrocerías son en su mayoría de fibra de vidrio, producto hecho por su filial Lintec, con lo que se asegura su rigidez estructural y bajo peso, ofreciendo además una economía de combustible y aumento de la fuerza tractora de sus vehículos, aparte del mejor y mayor grado de aislamiento térmico y acústico, muchas veces mejor de lo que ofrecen los vehículos carrozados con cabinas de aluminio o acero.

#### Microbuses
- Agrale 1800
- MA 5.5 T
- MA 7.5
- MA 7.9
- MA 8.5
- MA 8.5 T
- MA 8.5 super
- MA 8.7 Euro V - Motor de la Cummins (ISF-8.7 Euro V)
- MA 9.2
- MA 9.2 Euro V
- MA 9.2 Green E-tronic
- MA 10.0
- MA 10.0 Euro V

### Chasis carrozables
Agrale actualmente participa en el mercado de los sistemas de transporte masivo mediante su línea de carrozables, chasis derivados de sus camiones, los cuales pueden ser autobuses de piso bajo, autobuses de turismo y buses de turismo, además de buses que pueden ser articulados, como los usados en sistemas como Transmilenio, Metrobús, y otros similares en América Central y del Sur. Su mayor mercado actual, aparte del doméstico es el colombiano, donde en el SITP escogió el modelo MA 8.7 de norma Euro V para varias líneas de sus rutas.

#### Chasis para buses y microbuses

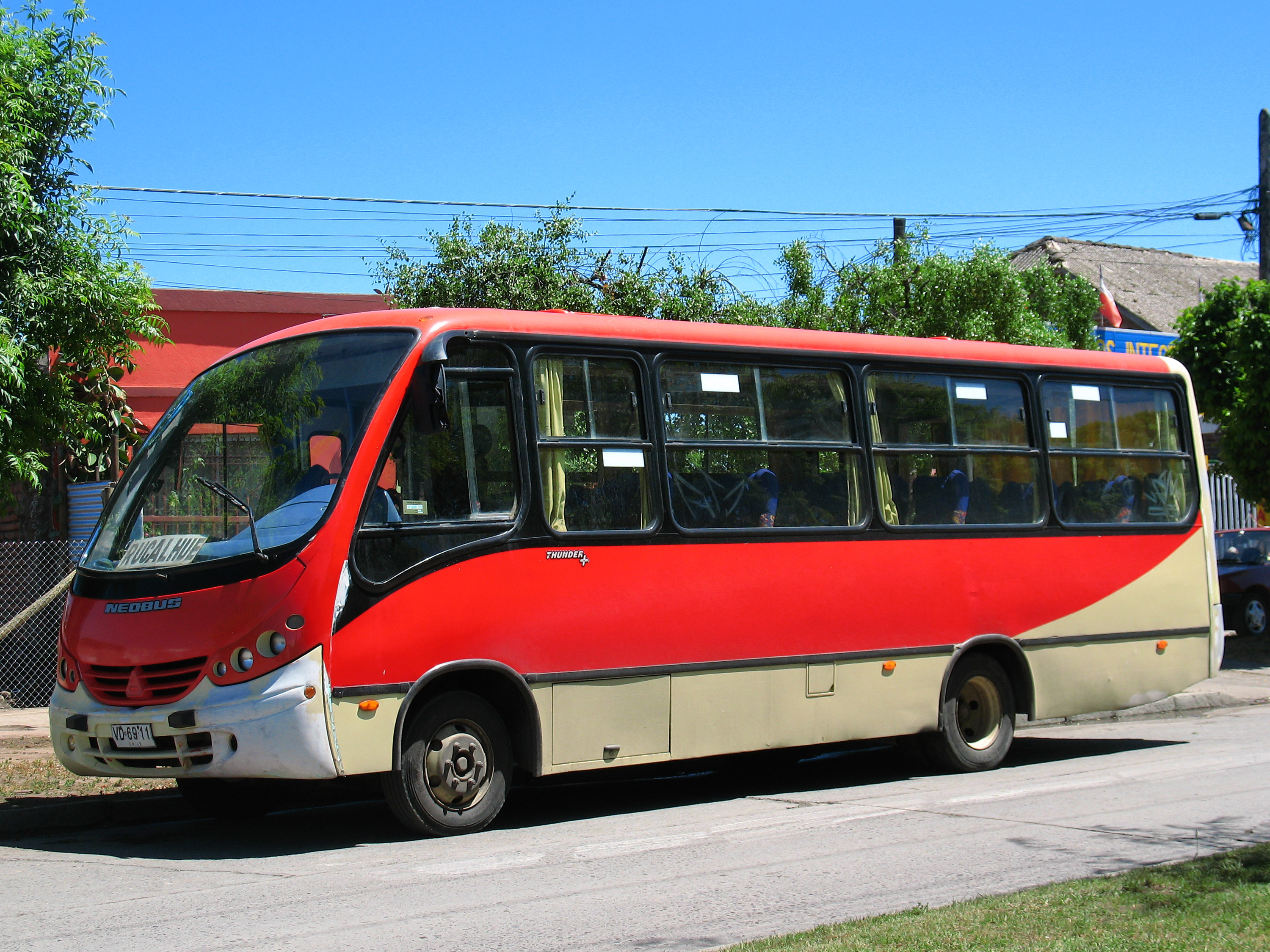
Agrale MA8.5 carrozado por la firma brasileña Neobus

Motor delantero: en versiones con suspensión a ballestas/elásticos o neumática, transmisión manual o automática, y normas Euro III o Euro V de emisión de gases.
- MA 8.5
- MA 10.0
- MA 12.0
- MA 15.0
- MA 17.0
- MA 27.0 Articulado

Motor trasero: todas las versiones llevan suspensión neumática. Opcionales transmisión manual o automática y normas Euro III o Euro V de emisión de gases.

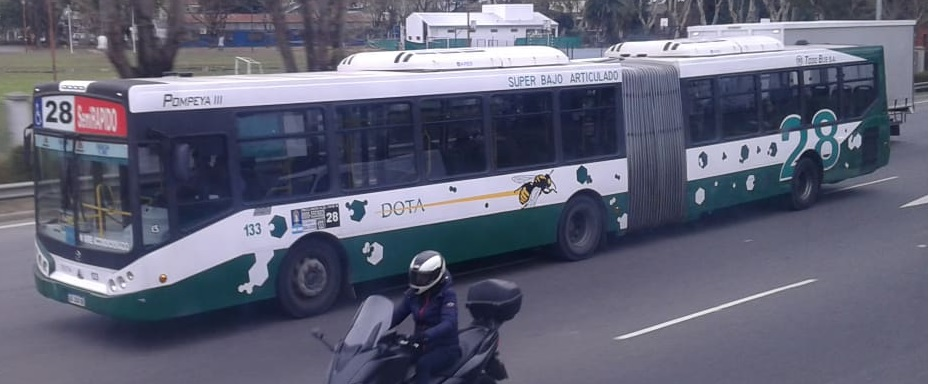
Agrale MT27.0LE articulado carrozado por la firma argentina Todo Bus

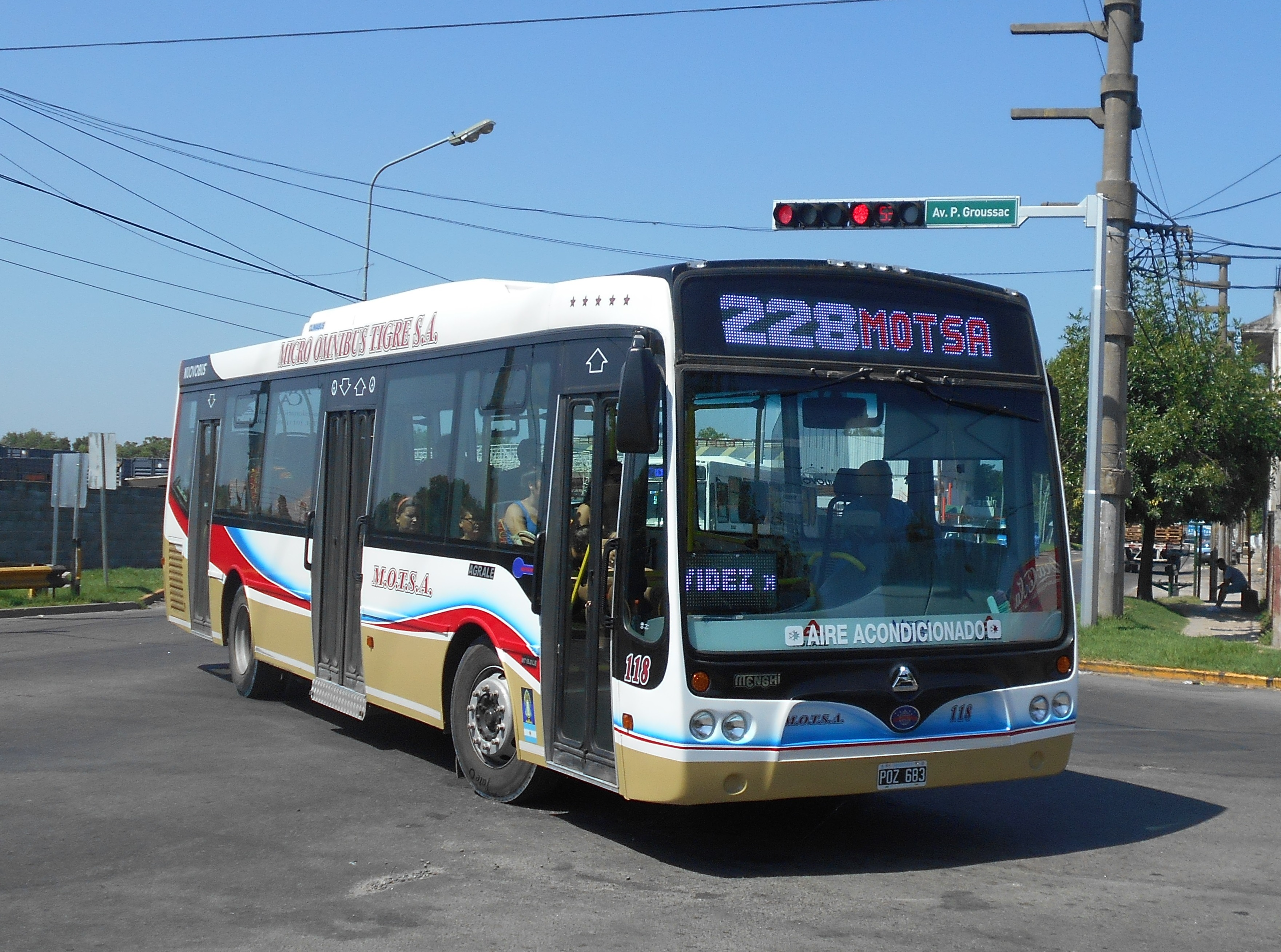
Agrale MT15.0LE carrozado por la firma argentina Nuovobus

- MT 13.0
- MT 15.0
- MT 17.0
- MT 27.0 Articulado

## Productos descontinuados

### Motocicletas

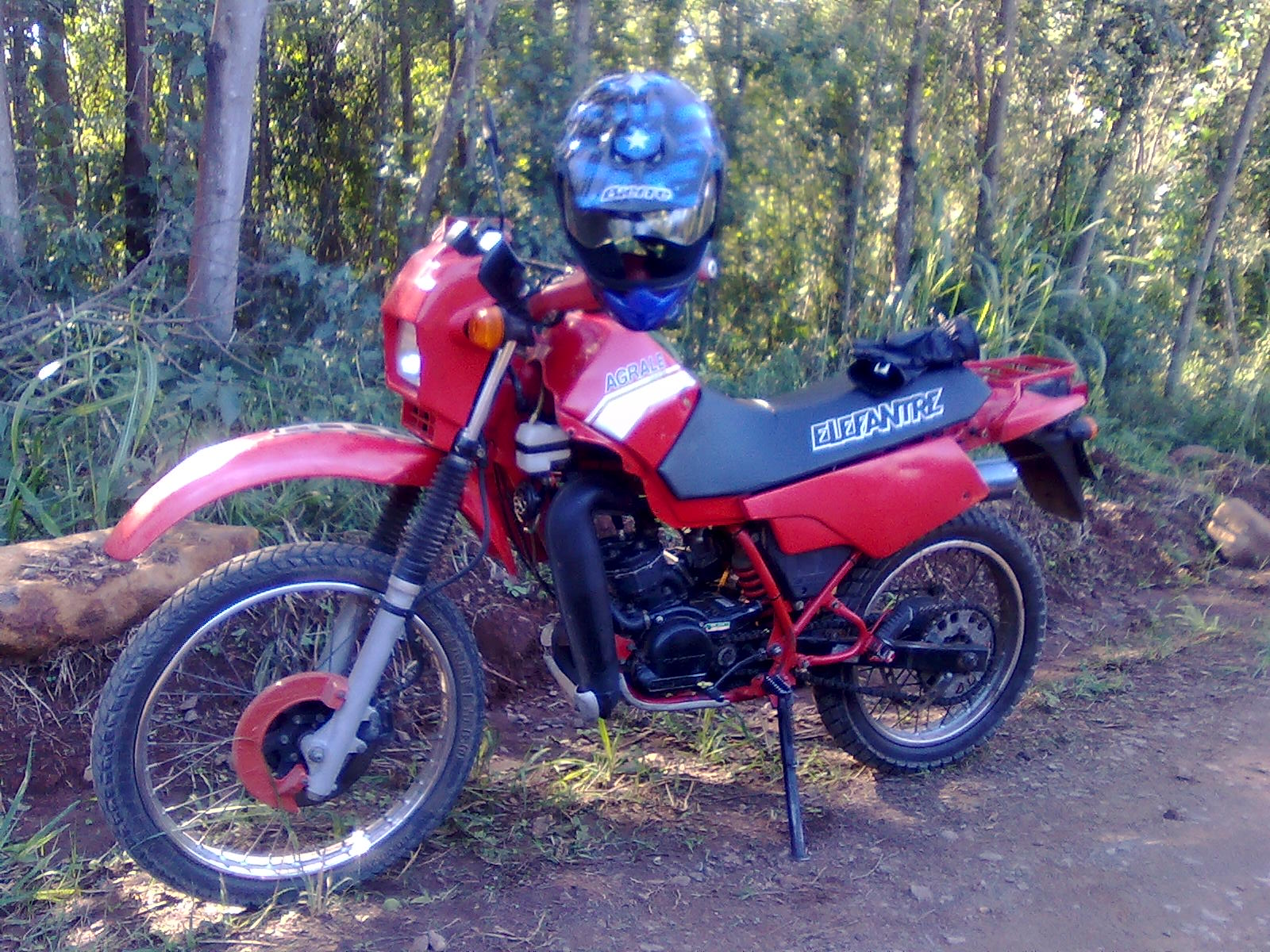
Agrale Elefantré 30.0.

Agrale tuvo hasta 1998 una línea de producción para motocicletas, la cual funcionó desde 1984, y de la cual salieron modelos que actualmente sirven en el campo brasileño, tales como: La Agrale SXT 16.5, la Elefant 16.5, 27.5 SXT, la Elefant 27.5, la Dakar 30.0, la Explorer, la SST, y la más comerciada; la Elefantre.